# Brushy (Oklahoma)
Brushy é uma região censo-designada localizada no Condado de Sequoyah, no estado norte-americano de Oklahoma.

## Demografia
Segundo o censo norte-americano de 2000, a sua população era de 787 habitantes.

## Geografia
De acordo com o United States Census Bureau tem uma área de 
67,8 km², dos quais 67,6 km² cobertos por terra e 0,2 km² cobertos por água. Brushy localiza-se a aproximadamente 403 m acima do nível do mar.

## Localidades na vizinhança
O diagrama seguinte representa as localidades num raio de 12 km ao redor de Brushy. 

Localidades na vizinhança